# Kemi 1
Kemi 1 är en kurs för gymnasieskolan och vuxenutbildningen i Sverige enligt Gy 2011. Den bygger på kemikunskaper från grundskolan och omfattar 100 gymnasiepoäng.
Den ersatte kursen kemi A, och är obligatorisk för naturvetenskapsprogrammet och teknikprogrammet på gymnasiet. Kemi 1 bygger på kunskaper från grundskolans undervisning, eller på undervisning på motsvarande nivå. Kemiska bindningar, pH, elektrokemi, termokemi, stökiometri, analytisk kemi och det naturvetenskapliga arbetssättet är några av de delar som ingår i kursen. Efterföljande kurs är kemi 2.

## Centralt innehåll
Enligt Skolverket ska kursen behandla dessa centrala innehåll:

### Materia och kemisk bindning
- Modeller och teorier för materiens uppbyggnad och klassificering.
- Kemisk bindning och dess inverkan på till exempel förekomst, egenskaper och användningsområden för organiska och oorganiska ämnen.

### Reaktioner och förändringar
- Syrabasreaktioner, inklusive pH-begreppet och buffertverkan.
- Redoxreaktioner, inklusive elektrokemi.
- Fällningsreaktioner.
- Energiomsättningar vid fasomvandlingar och kemiska reaktioner.

### Stökiometri
- Tolkning och skrivning av formler för kemiska föreningar och reaktioner.
- Substansmängdsförhållanden, koncentrationer, begränsande reaktanter och utbyten vid kemiska reaktioner.

### Analytisk kemi
- Kvalitativa och kvantitativa metoder för kemisk analys, till exempel kromatografi och titrering.

### Kemins karaktär och arbetssätt
- Vad som kännetecknar en naturvetenskaplig frågeställning.
- Modeller och teorier som förenklingar av verkligheten. Hur modeller och teorier kan förändras över tid.
- Hur problem och frågor avgränsas och studeras med hjälp av kemiska resonemang.
- Det experimentella arbetets betydelse för att testa, omvärdera och revidera hypoteser, teorier och modeller.
- Planering och genomförande av experiment samt formulering och prövning av hypoteser i samband med dessa.
- Utvärdering av resultat och slutsatser genom analys av metodval, arbetsprocess och felkällor.
- Ställningstagande i samhällsfrågor utifrån kemiska modeller, till exempel frågor om hållbar utveckling.

## Syfte
Kemi 1 omfattar samtliga syften Skolverket angett i ämnet kemi. Det innebär att kursen ska ge eleverna förutsättningar att utveckla:
- Kunskaper om kemins begrepp, modeller, teorier och arbetsmetoder samt förståelse av hur dessa utvecklas.
- Förmåga att analysera och söka svar på ämnesrelaterade frågor samt att identifiera, formulera och lösa problem. Förmåga att reflektera över och värdera valda strategier, metoder och resultat.
- Förmåga att planera, genomföra, tolka och redovisa experiment och observationer samt förmåga att hantera kemikalier och utrustning.
- Kunskaper om kemins betydelse för individ och samhälle.
- Förmåga att använda kunskaper i kemi för att kommunicera samt för att granska och använda information.